# Березовий (Бугурусланський район)
Бере́зовий (рос. Берёзовый) — селище у складі Бугурусланського району Оренбурзької області, Росія.

## Населення
Населення — 10 осіб (2010; 20 у 2002).
Національний склад (станом на 2002 рік):
- росіяни — 60 %